# Rejon Umocniony Hel
Rejon Umocniony Hel – rejon umocniony na Mierzei Helskiej i wodach przylegających, utworzony dekretem prezydenta Rzeczypospolitej z 21 sierpnia 1936 roku o uznaniu półwyspu helskiego za rejon umocniony.
Po odzyskaniu przez Polskę niepodległości i symbolicznych zaślubinach z morzem w Pucku 10 lutego 1920 rozpoczęto po wielu przygotowaniach tworzenie na Helu silnej bazy lądowej obrony Wybrzeża. W latach 20. zbudowano linię kolejową z Pucka przez Władysławowo wzdłuż całej mierzei do Helu. Powstała również utwardzona droga, specjalnie dla utrudnienia ostrzału z samolotów prowadzona z licznymi zakrętami w terenie leśnym. W 1928 w mieście Hel rozpoczęto budowę portu wojennego. Jednocześnie zmilitaryzowano końcowy odcinek mierzei – od granic Juraty aż do końca cypla. Zahamowano administracyjnie rozwój turystyki w tym rejonie, wprowadzając wojskowy zakaz wznoszenia jakichkolwiek budowli cywilnych bez zgody władz wojskowych i ograniczając swobodę ruchu turystycznego.
Te zarządzenia wojskowe zostały unormowane dekretem prezydenta Rzeczypospolitej Ignacego Mościckiego z dnia 21 sierpnia 1936 w sprawie utworzenia Rejonu Umocnionego Hel. Na terenie Rejonu Umocnionego zaczęto budować rozwiniętą sieć kolei normalnotorowych i wąskotorowych dla potrzeb transportów wojskowych. Powstały różnego typu stanowiska artyleryjskie, zaczęto sprowadzać różnoraki sprzęt wojskowy i uzbrojenie.
25 listopada 2003 r. Trybunał Konstytucyjny na wniosek Prezydenta RP orzekł niezgodność z konstytucją art. 15 ust. 2 ustawy z dnia 24 lipca 2002 o uznaniu części Półwyspu Helskiego za obszar szczególnie ważny dla obronności kraju. Ten wyrok jest prawnym końcem istnienia Rejonu Umocnionego Hel.

## Port Wojenny Hel

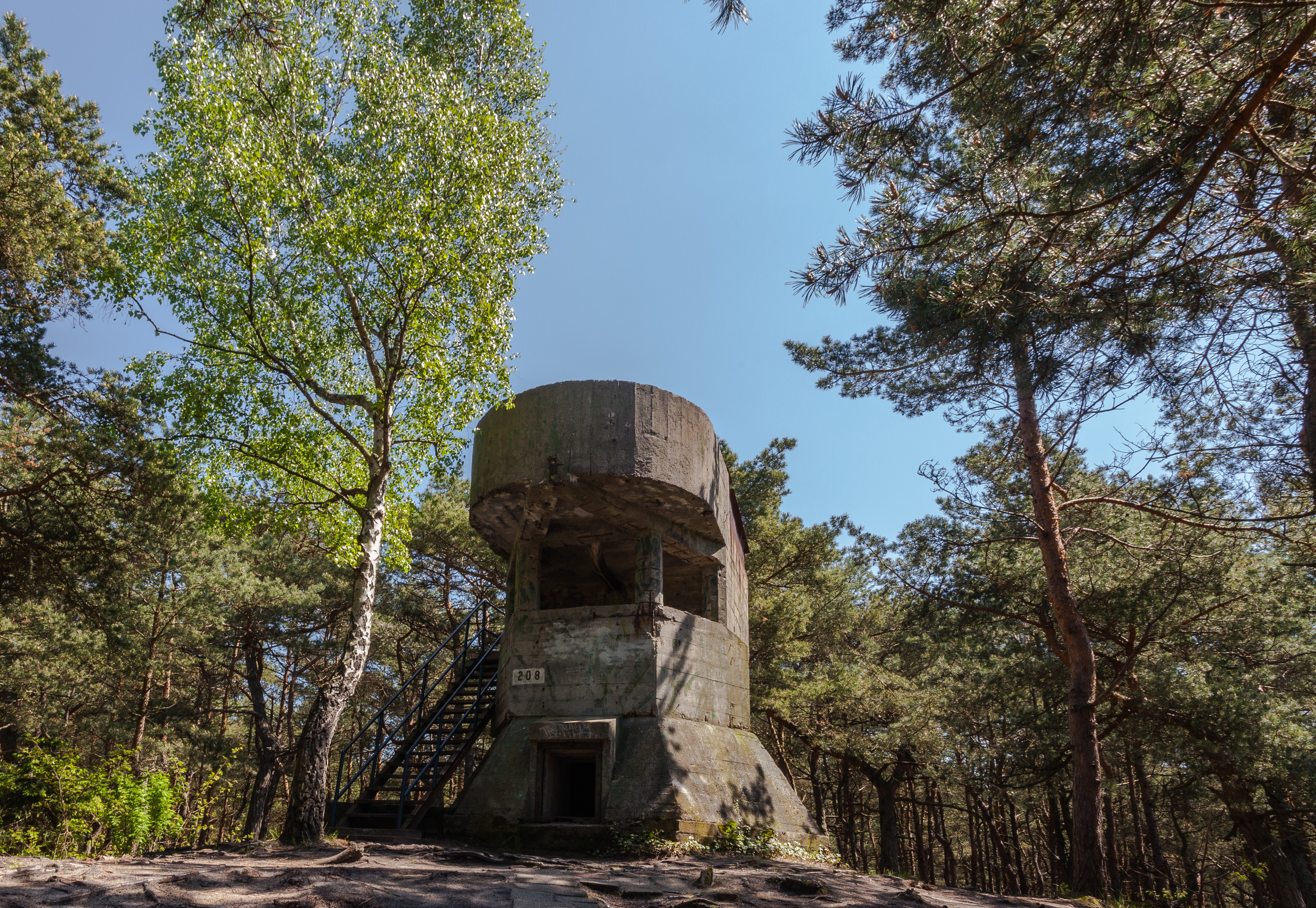
Zapasowe stanowisko kierowania ogniem

Budowę portu Marynarki Wojennej RP w Helu rozpoczęto w 1931.
Jego zachodni falochron przebiega w osi tzw. Helskiego Haku, na wysokości którego znajdowała się pierwsza osada helska, tzw. Stary Hel. Port Marynarki Wojennej zbudowany został przez Konsorcjum Polsko-Francuskie według projektu Włodzimierza Szawernowskiego.
Od 1935 dowódcą Odcinka Hel był kmdr dypl. Eugeniusz Solski.
Do wybuchu wojny zbudowano basen o wymiarach 400x300 m z nabrzeżem obsługowym o szerokości 45 m. W pobliżu portu powstały inne, niezbędne dla bazy morskiej obiekty. Około 1,5 km na północ od portu zbudowano podziemną elektrownię, a bliżej, w lesie, schrony amunicyjne, minowe oraz torpedowe. Kilka kilometrów na zachód od tego miejsca zbudowano podziemne zbiorniki paliwa, od których prowadzono do nadbrzeża rurociąg. Od stacji kolejowej w Helu poprowadzono do portu bocznicę w celu dowozu zaopatrzenia. Z portu do składów i magazynów doprowadzone zostały tory kolejki wąskotorowej.

## II wojna światowa

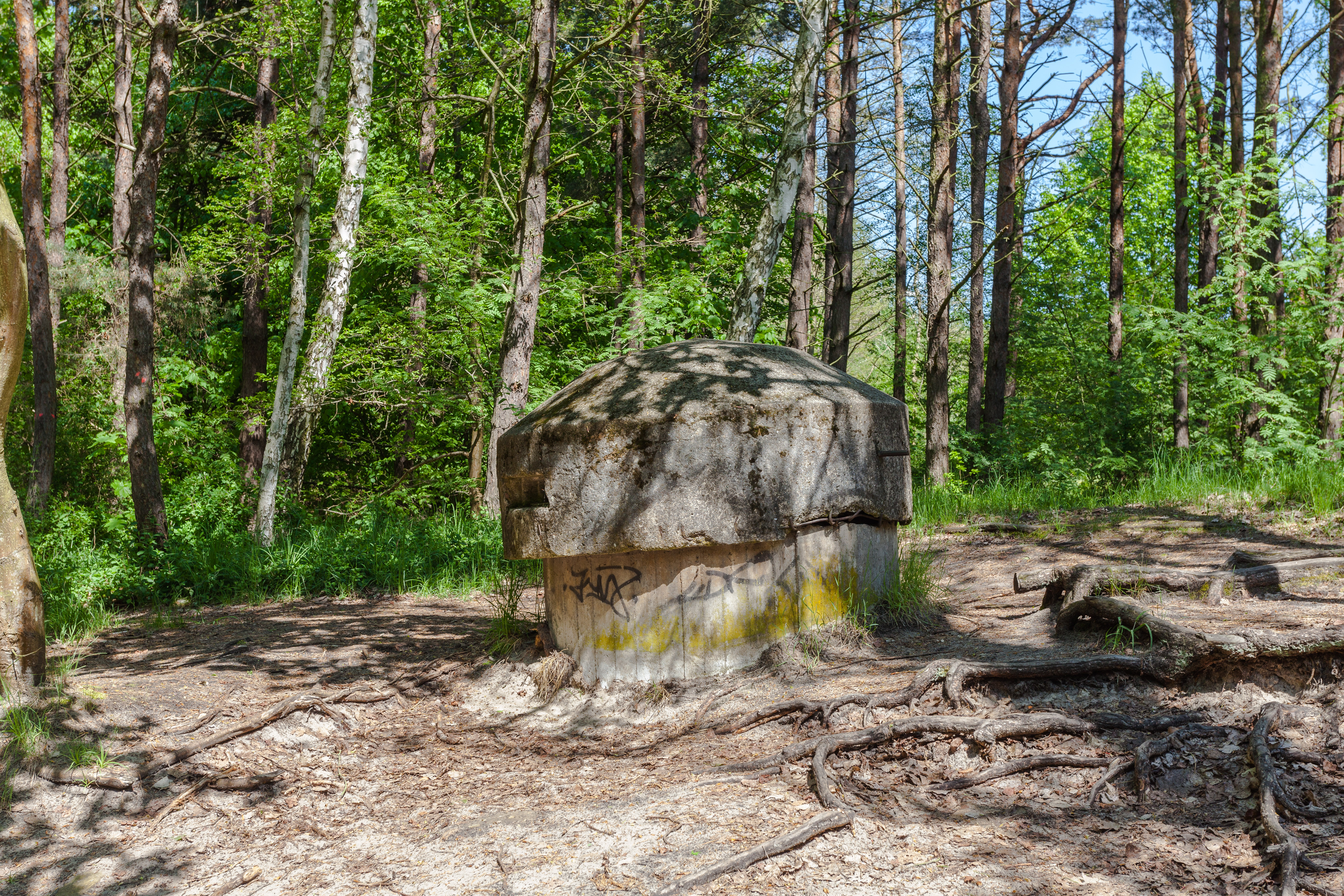
Bunkier ckm

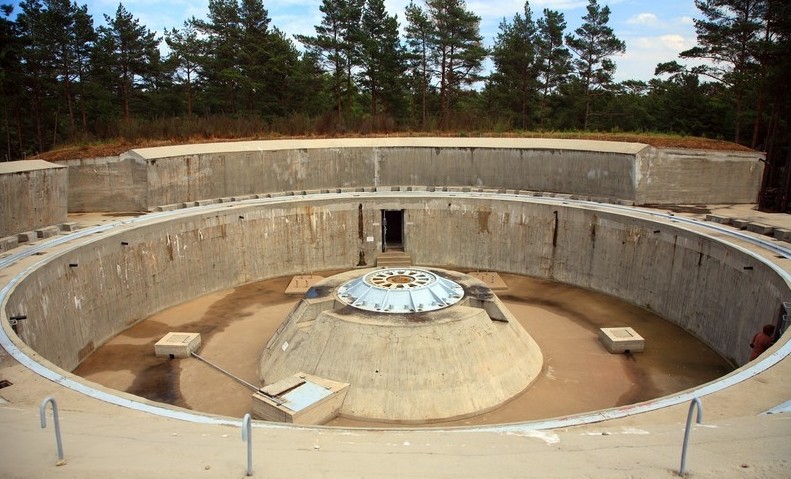
Stanowisko ogniowe B2 baterii Schleswig-Holstein

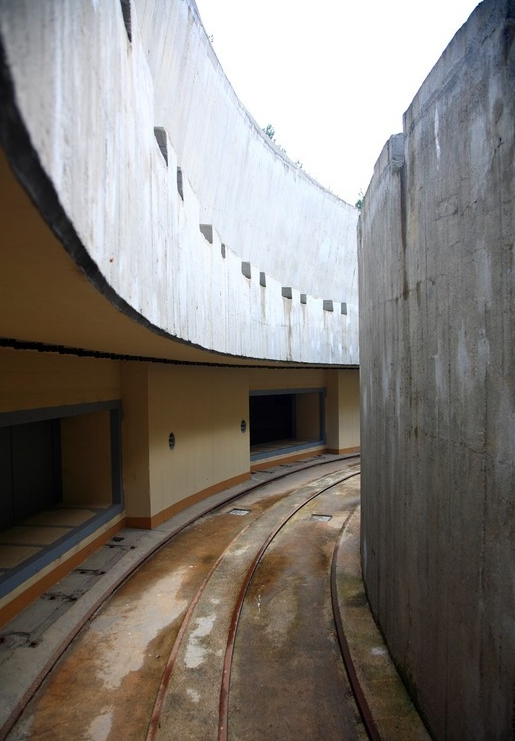
Stanowisko ogniowe B2 baterii Schleswig-Holstein

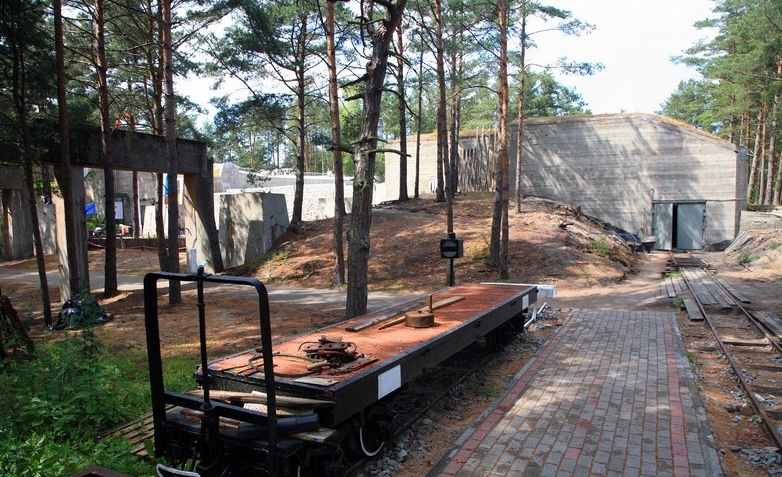
Stanowisko ogniowe B2 baterii Schleswig-Holstein

Do czasów dzisiejszych zachowały się liczne zabytki militarne zarówno z okresu przedwojennego, jak i późniejsze z okresu okupacji niemieckiej i lat powojennych.
Do najważniejszych zabytków militarnych w obrębie miasta Hel należą:
- stanowiska baterii nr 1 Laskowskiego (1935) – stały tam 4 działa Boforsa kalibru 152 mm; w 1948 baterię przebudowano, nadając jej nazwę 13 BAS i przezbrojono na 4 radzieckie armaty morskie B-13 kalibru 130 mm – jedno z tych dział stoi tam do dziś – to stanowisko zostało w 2007 ogrodzone i poddane kompletnej renowacji staraniem Muzeum Obrony Wybrzeża w Helu; od rozpoczęcia sezonu 2008 znajduje się tam stała ekspozycja dotycząca historii tej baterii;
- stanowiska baterii nr 21 (1935) – stały tam 2 działa 75 mm Schneider;
- stanowiska czterech dział 100 mm (1955) – radzieckie armaty morskie B-34Ul, jedno z tych dział stoi na stanowisku do dziś;
- Ośrodek Oporu Jastarnia – pozycja zabezpieczająca półwysep od strony lądu;
- zabytek klasy światowej – sześć potężnych żelbetowych budowli baterii Schleswig-Holstein. Była to zbudowana w 1940 przez Niemców bateria najpotężniejszych dział, jakie kiedykolwiek montowano na stałych stanowiskach lądowych – 40,6 cm Schnellladekanone C/34. Po baterii pozostały trzy działobitnie, z których każda stanowi całość z własnym bunkrem koszarowym i podręcznym magazynem amunicji, oraz 9-kondygnacyjna wieża kierowania ogniem i dwa wielkie magazyny amunicyjne. Jedyna istniejąca do dziś bateria tych dział znajduje się w Norwegii w Trondenes.

Po wybuchu II wojny światowej Rejon Umocniony Hel skapitulował 2 października 1939, gdyż dalsza obrona nie miała już sensu (kilka dni wcześniej skapitulowały Warszawa i Modlin).
Zachowane na Mierzei Helskiej umocnienia polskie i niemieckie wpisano w 1999 do rejestru zabytków militarnych. Obecnie niemal wszystkie można zwiedzać, tylko w niektórych są nadal obiekty wojskowe.

### Baterie w czasie obrony 1939
- Bateria 4 dział Bofors 152,4 mm wz. 30
  - Bateria nr 31 – „cyplowa”, im. H. Laskowskiego – na samym końcu cypla.
- Baterie po 2 działa polowe Schneider 105 mm:
  - Bateria nr 32 – „duńska” – od strony morza, na wysokości północnego krańca miasta Hel, po 13 IX przesunięto w rejon Juraty od strony Zatoki Puckiej (dowódca – por. mar. Kazimierz Wnorowski)[5].
  - Bateria nr 33 – „grecka” – od strony morza, w połowie odległości Hel-Jurata[5],
- Baterie przeciwdesantowe stałe po 2 działa 75 mm:
  - Bateria nr 41 – na zachód od Jastarni; ostrzał w kierunku zatoki.
  - Bateria artylerii nr 42 – na wschód od Jastarni, na wysokości portu rybackiego; ostrzał na pełne morze.
  - Bateria nr 43 – w rejonie portu we Władysławowie, decyzją z 8 IX przeniesiona w rejon Chałup.
- Baterie przeciwlotnicze po 2 działa Schneider kal. 75 mm/L-50 wz. 22/24:
  - Bateria nr 21 – oświetleniowa do strzelań nocnych, przeciwlotnicza i przeciwdesantowa; przy ul. Leśnej.
  - Bateria nr 22 – w pobliżu portu wojennego.
  - Bateria nr 23 – pomiędzy baterią 32 a Juratą.
- Bateria nr 24 – półstała – 8 dział kalibru 40 mm wz. 36 „Bofors”
- Bateria artylerii nr 34 – utworzona między Helem a Juratą z trzech rufowych dział Bofors wz.36 120 mm zdjętych z ORP Gryf – nie zdążono jej użyć bojowo, jedynie 30 IX oddano dwa strzały próbne.
- nkm-y 13,2 mm „Hotchkiss”:
  - 3 w samodzielnym plutonie na zachód od Jastarni.
  - 7 porozdzielanych pomiędzy baterie.
- Obrona przeciwlotnicza cypla posiadała kompanię karabinów maszynowych – 12 sztuk „Maxim” rozmieszczonych w rejonie portów oraz 4 ckm baterii cyplowej.

W czasie obrony uzupełniona została o broń zdjętą z okrętów.

### Umocnienia okresu okupacji niemieckiej

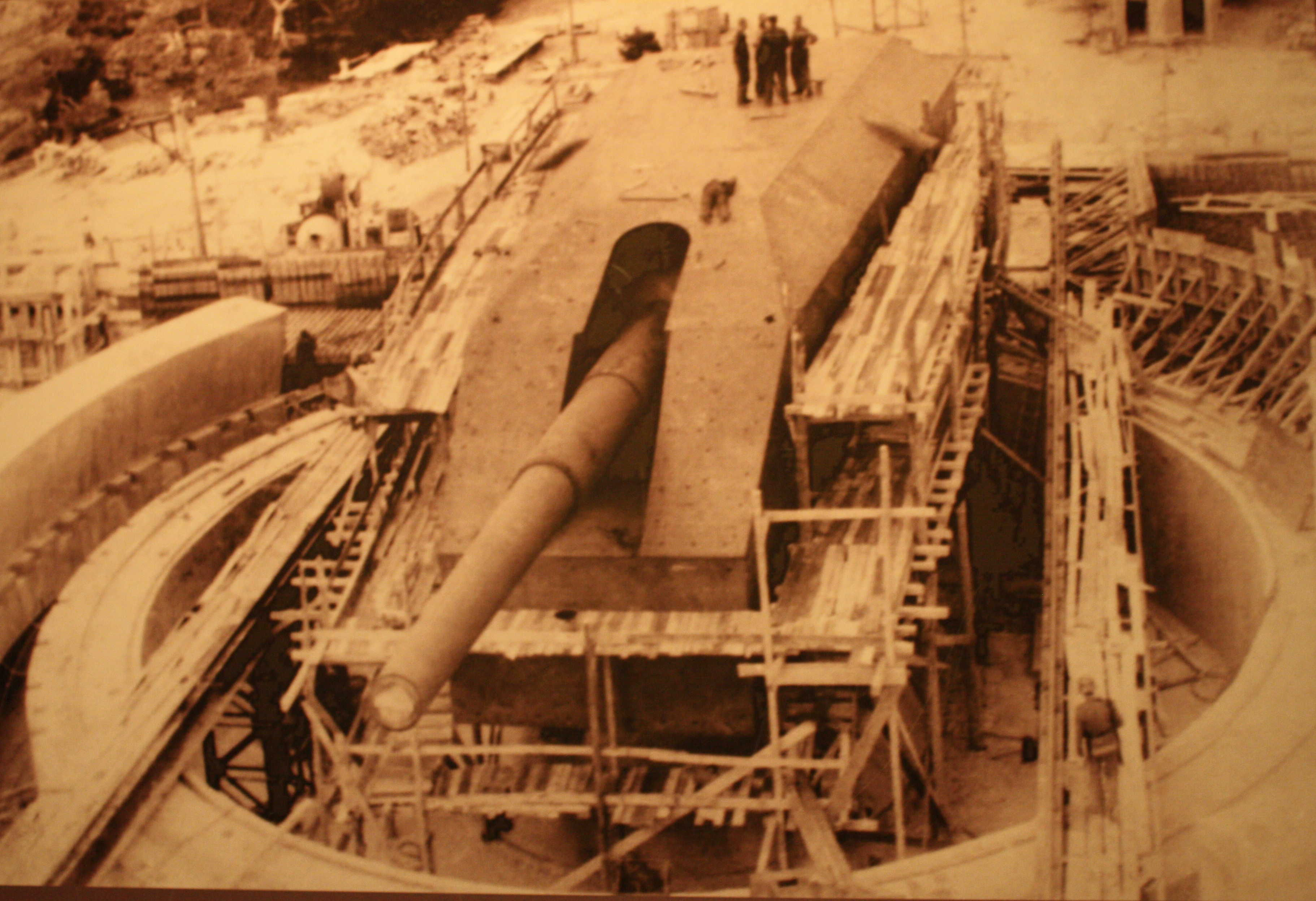
Stanowisko ogniowe B1 baterii Schleswig-Holstein, 406 mm

Po zajęciu Mierzei Helskiej przez wojska hitlerowskich Niemiec okupant postanowił wykorzystać i rozbudować umocnienia do obrony rejonu bazy morskiej budowanej w Gdyni. Zbudowano największe stałe stanowiska artylerii nadbrzeżnej – baterię Schleswig-Holstein z trzema działami kalibru 406,4 mm (16”).
U brzegów mierzei, po jego wewnętrznej stronie, na wodach Zatoki Puckiej posadowiono budowle systemu służącego do badań broni torpedowej (tzw. torpedownie), prowadzonych w Gdyni Babich-Dołach – jedną na wysokości mola w Juracie, drugą na południowy wschód na wysokości Boru.
W czasie okupacji hitlerowskiej wojska niemieckie umieściły na terenie mierzei także stacje radarowe, m.in. typu Würzburg-Riese. Na pozostałej po wojnie podstawie jednej z nich zbudowano zapasowe stanowisko kierowania ogniem 13 Baterii Artylerii Stałej. Do systemu obrony przeciwlotniczej należały również co najmniej trzy stacjonarne baterie przeciwlotnicze Kriegsmarine, każda wyposażona w 4 armaty 105 mm SK C/32, mogące prowadzić ogień także do celów morskich.

## Baterie artylerii nabrzeżnej powstałe po 1945
- 3 bateria artylerii stałej Hel-Bór – 4 działa MU-2 kalibru 152,4 mm, między Helem a Juratą.
- 13 bateria artylerii stałej Hel-Cypel – 4 działa B-13 kalibru 130 mm na miejscu Baterii nr 31 im. H. Laskowskiego; na samym końcu cypla.

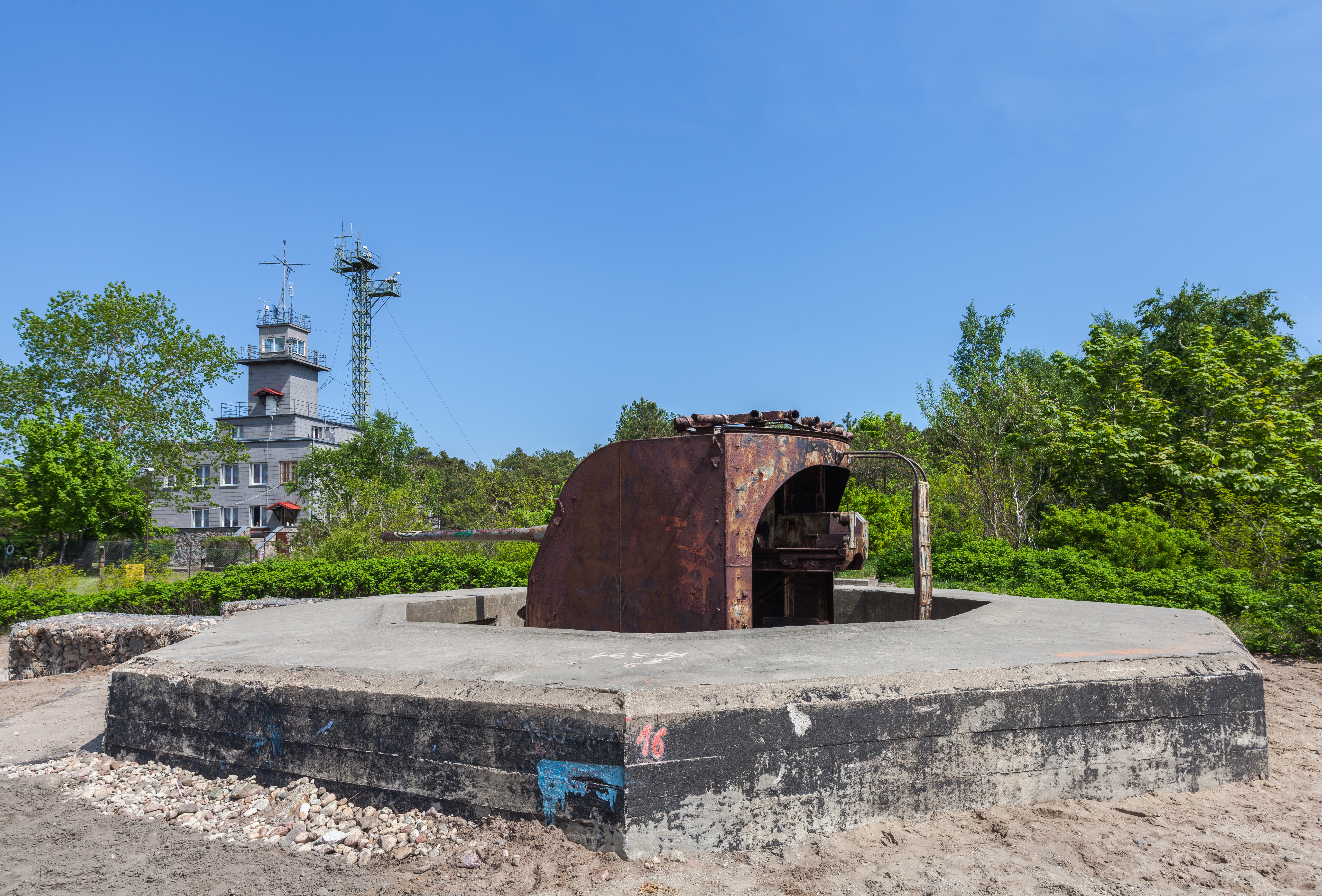
Działo produkcji radzieckiej typ B 34u kaliber 100 mm na Cyplu Helskim

- 27 bateria artylerii stałej Hel – 4 działa uniwersalne B-34U kalibru 100 mm na samym cyplu od strony zatoki.

Do 1963 stacjonował na Helu dywizjon artylerii przeciwlotniczej, wchodzący w skład podległego Marynarce Wojennej 60 pułku artylerii p.lot. z siedzibą w Gdyni Grabówku. Dywizjon wyposażony był w armaty kal. 85 mm wz. 39.
Działa były produkcji radzieckiej.

## Dywizjony rakietowe WOPK i inne jednostki WP
Na przełomie lat sześćdziesiątych i siedemdziesiątych kontynuowano umacnianie obecności militarnej na Mierzei. W ramach budowy polskiego systemu obrony powietrznej kraju (będącego częścią systemu obrony powietrznej Układu Warszawskiego) powstały tam dwa dywizjony rakietowe, wchodzące w skład 4 Brygady WOPK w Gdyni Grabówku (według nomenklatury NATO – baterie SAM-ów). Na północnych obrzeżach miasta, na północny wschód od dworca kolejowego w Helu, za podwójnym ogrodzeniem zewnętrznym zwykłym i wewnętrznym znajdującym się pod napięciem, powstał 22 dywizjon wyposażony w system S-75M „Wołchow” (SA-2, „Guideline”) oraz 214 kompania radiotechniczna. W Helu Borze – 64 dywizjon uzbrojony w system S-125 „Newa” (SA-3, „Goa”).
Po przemianach politycznych 1989 roku Wojska Obrony Powietrznej Kraju zostały połączone z Wojskami Lotniczymi w jedną strukturę – powstały Wojska Lotnicze i Obrony Powietrznej (WLOP), przejmując istniejące dywizjony rakietowe i pododdziały radiotechniczne.

### 22 dywizjon rakietowy WOPK/WLOP
22 dywizjon rakietowy został sformowany na podstawie rozkazu organizacyjnego dowódcy Wojsk OPK z 12 stycznia 1963. W pierwszym okresie, który w Helu przeznaczono na budowę niezbędnej infrastruktury, kadra i żołnierze jednostki szkolili się w specjalistycznym ośrodku szkoleniowym wojsk rakietowych w Bemowie Piskim (Centrum Szkolenia Specjalistów WOPK), a następnie doskonalili swoje umiejętności w dywizjonie rakietowym stacjonującym w Olszowej na Śląsku. Dywizjon został wyposażony w przeciwlotniczy zestaw rakietowy średniego zasięgu S-75M „Wołchow” produkcji radzieckiej.
Zbudowano obiekty koszarowe, budynek sztabu, budynki zaplecza, magazyny i garaże. W specjalnie wydzielonej strefie wybudowano 6 otoczonych wałami stanowisk startowych dla wyrzutni rakietowych SM90, wiaty dla samochodów transportowo-załadowczych z rakietami do ponownego załadowania wyrzutni, schrony dla obsługi. Wewnątrz tzw. górki znajdował się schron dowodzenia – bunkier z pomieszczeniami dla całej załogi baterii startowej i baterii radiotechnicznej pełniącej dyżury bojowe, pomieszczenia mieszkalne dla kadry, stanowisko dowodzenia, filtry powietrza (obiekt mógł funkcjonować autonomicznie w warunkach użycia broni masowego rażenia), pomieszczenia socjalne. Z zewnątrz dostępne były garaże, w których stały kabiny z aparaturą, podłączone w jeden system. Były to: kabina UW (główna kabina dowodzenia i naprowadzania), kabina przeliczników, kabina ze sprzętem łączności, kabina elektrowni dieslowskiej. Na szczycie na utwardzonym stanowisku stała kabina PW (nadawczo-odbiorcza) z antenami stacji śledzenia i naprowadzania rakiet. Całość łączyła sieć dróg w charakterystycznym układzie kolistym, oraz system okablowania zasilającego, sterowania i łączności w kanałach kablowych z betonowych płytek.
Pierwszy dyżur bojowy dywizjon przyjął w lipcu 1964.
22 dywizjon pełnił służbę do rozformowania w ramach restrukturyzacji Sił Zbrojnych RP w końcu września 2001. W tym też czasie wycofano z uzbrojenia Wojska Polskiego system rakietowy „Wołchow”.

### 214 kompania radiotechniczna
Stacjonująca na tym samym terenie co dywizjon 214 kompania radiotechniczna powstała pod koniec 1956 w Lisewie Kaszubskim. W 1978 kompanię przeniesiono z Lisewa do Helu, gdzie stacjonowała do rozformowania w końcu 2001.
Po opuszczeniu obiektów przez WLOP teren przejęła Marynarka Wojenna, która zajęła głównie część koszarową. Były tu pododdziały łączności 9 Flotylli Marynarki Wojennej RP. Strefa bojowa za ogrodzeniem z drutu kolczastego pod napięciem została praktycznie porzucona i znajdujące się tam obiekty padły z czasem łupem lokalnych amatorów złomu. Obecnie można tam oglądać schron dowodzenia, ogołocony z większości wyposażenia, sześć ułożonych koliście wokół schronu obwałowań ziemnych, skrywających niegdyś wyrzutnie rakiet, kilka schronów przeciwlotniczych dla obsługi wyrzutni, stanowiska ogniowe baterii artylerii osłonowej 37 mm oraz pozostałości po 214 kompanii radiotechnicznej, czyli niewielki schron i dwie „górki radarowe”.

### 64 dywizjon ogniowy

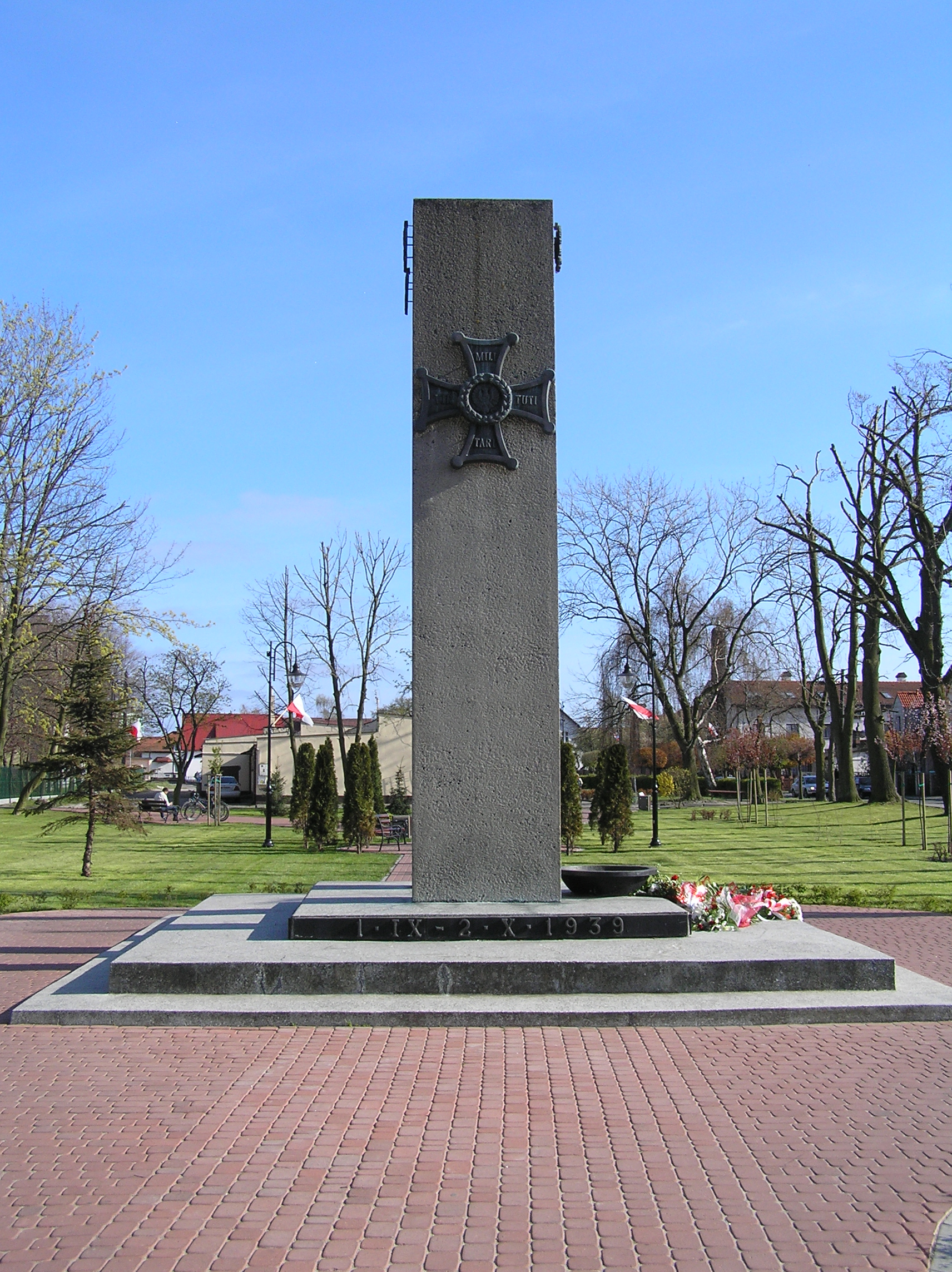
Pomnik Obrońców Helu, w Helu

Był uzbrojony w Przeciwlotniczy Zestaw Rakietowy S125 „Newa” produkcji radzieckiej (w terminologii NATO SA-3, „Goa”). Sformowany w 1973, podlegał 4 Brygadzie WOPK w Gdyni–Grabówku. Strefa bojowa znajdowała się kilkaset metrów na południowy wschód za Juratą, pomiędzy torem linii kolejowej Jurata – Hel a plażą nad otwartym morzem, na wysokości obecnej rezydencji wypoczynkowej Prezydenta RP. Od strony Juraty były umieszczone kolejno: strzelnica, stanowiska radarów „Julia”, radiowysokościomierza „Bogota”, cztery stanowiska ogniowe dla czterech czteroprowadnicowych wyrzutni rakiet, we wnętrzu sztucznie usypanego wzgórza był bunkier ze stanowiskiem dowodzenia, garażami kabin, częścią mieszkalno-socjalną dla obsługi w czasie dyżurów bojowych z umieszczoną na jego szczycie stacją naprowadzania i śledzenia rakiet i celów. Budynek koszar i zaplecze logistyczne jednostki znajdowało się w Helu–Borze. Dywizjon został rozformowany we wrześniu 2001. Wycofany sprzęt po znaczącej modernizacji (do standardu SC) został przekazany do innego dywizjonu WLOP.

### Inne
Przy wjeździe do miasta, częściowo na terenie dawnej baterii niemieckiej 406 mm, stacjonowała jednostka saperska. Jej park maszynowy był zlokalizowany tuż przy jednym ze stanowisk ogniowych w obrębie podpór suwnic montażowych działa.
Po wojnie został rozbudowany port wojenny. Powiększono basen portowy, zbudowane zostały nowe falochrony, uzupełniona infrastruktura logistyczna na lądzie. Zbudowano stanowiska radarów morskich, obserwacyjnych i do kierowania ogniem artylerii.
Mierzeja Helska została objęta systemem posterunków obserwacyjnych, zlokalizowanych na ażurowych wieżach stalowych, które jeszcze do dziś można spotkać wzdłuż całego polskiego wybrzeża. Użytkowały je jednostki Wojsk Ochrony Pogranicza, które były wyposażone w profesjonalne lornety na statywie i morskie radary produkcji polskiej.
Formalnie obiektem wojskowym jest też teren rezydencji prezydenta RP w Helu. Znajduje się on za Juratą, po południowo-zachodniej stronie drogi Jurata – Hel.